# Gastrancistrus terebrator
Gastrancistrus terebrator is een vliesvleugelig insect uit de familie Pteromalidae. De wetenschappelijke naam is voor het eerst geldig gepubliceerd in 1968 door De Santis.